# Cheilanthes borsigiana
Cheilanthes borsigiana là một loài dương xỉ trong họ Pteridaceae. Loài này được Rchb.fil. & Wswz., Koch mô tả khoa học đầu tiên năm 1858.
Danh pháp khoa học của loài này chưa được làm sáng tỏ. 